# سد اهواز
| سد اهواز    | سد اهواز                        |
| ----------- | ------------------------------- |
| نام محلی    | سد شادروان، سد خدا آفرید        |
| موقعیت      | شمال شهر اهواز، استان خوزستان   |
| کشور        | ایران                           |
| بر روی      | کارون                           |
| نوع سازه    | بند با هدف کنترل سیلاب و آبیاری |
| طول         | حدود ۱۰۰۰ متر                   |
| پهنا        | حدود ۸ متر                      |
| ارتفاع      | نامشخص                          |
| تاریخ ساخت  | دورهٔ ساسانیان (احتمالی)         |
| مصالح       | سنگ و ساروج                     |
| وضعیت کنونی | بقایای آن باقی مانده است        |
| تصویر       | نمایی تخمین زده شده از وضعیت سد |

سد اهواز یکی از سازه‌های تاریخی ساخته‌شده روی رودخانهٔ کارون در شمال شهر اهواز است. احتمال می‌رود که ساخت و اولین به‌کار‌گیری این سد، به دوران ساسانیان باز می‌گردد، و برای کنترل سیلاب و آبیاری استفاده می‌شده است. این سازه از مصالحی مانند سنگ و ساروج ساخته شده و بخش‌هایی از آن تا امروز باقی مانده‌اند.
این بنا، که با نام‌های «بند اهواز» و یا «سد شادروان» و «سد خدا آفرید» نیز شناخته می‌شود، در نوشته‌های کهن، به‌عنوان یکی از نقطه‌های مهم مهندسی آب ایران باستان ذکر شده است.

سد اهواز، یکی از سدهای باستانی بر روی رودخانه کارون و آخرین سد ساخته‌شده در دورهٔ باستان، واقع در شمال شهر اهواز بوده است. نشانه‌هایی از این سازه هنوز قابل مشاهده است، و در منابع تاریخی و مهندسی ساسانی به آن اشاره شده‌است.
درحقیقت، بند اهواز، اصلی ترین و بزرگترین سد، از یازده سدی بوده است که تحت یک شبکه‌ی آبیاری مهندسی شده کار می‌کرده اند که موجب سرسبزی و آبادی این سرزمین بوده اند.

## تاریخچه
از شواهد به‌دست‌آمده، و از نوع معماری خود این سد، احتمال زیادی وجود دارد که سرآغاز ساخت بند اهواز، در دوره ساسانی بوده است. بنا بر گزارش‌ها، این سازه پس از سد شوشتر ساخته شده و مهم ترین نقش را در جهت سرسبزی اهواز، به کمک پخش جریان رودخانه داشته است.
نقل است که طول این سد نزدیک به ۱۰۰۰ متر و عرض آن حدود ۸ متر بوده‌است. هدف اصلی ساخت آن، هدایت بخشی از جریان کارون به کانالی بوده که به آبیاری زمین‌ها توسط جویبارهای داخلی شهر اهواز کمک می‌کرده‌ است.
این بند دارای سه دریچه بوده است که به وسیلهٔ آنها، زمین‌های اطراف کارون آبیاری می‌شدند، و در زمان بالا آمدن آب، دریچه‌ها باز می‌شدند تا از خطر سیل جلوگیری شود.
تاریخ شکسته شدن بند اهواز، به‌طور دقیق ثبت نشده است، اما احتمال دارد که در قرن پنجم یا ششم هجری خورشیدی بوده باشد، چراکه تا قبل از این زمان، سد اهواز، همچنان سالم بوده است، طوری‌که طاهر مقدسی در قرن چهارم هجری می‌نویسد: «اگر (سد) شادروان نبود، اهواز نبود! چراکه در آن هنگام، از آب‌هایش بهره‌برداری نمی‌شد. شادروان درهایی دارد که هنگام افزایش آب، آن‌ها را باز می‌کنند، وگرنه اهواز را غرق می‌کند.»
بنا به شرح كتاب مجالس المومنین نوشته طبری، عمود های آهنین كه در سرب قرار داشته اند نیز در آنجا به كار رفته بوده اند.
مقدسی همچنین گفته بوده است:
«میان دو بخش اهواز را، پل هندوان كه با آجر ساخته شده، پیوند می‌دهد. روی این نهر {مسرقان}، دولاب‌‌های بسیار است كه فشار آب، آنها را می‌گرداند و «‌ناعور»‌ خوانده می‌شوند.»
«شادروان درهایی دارد كه هنگام افزایش آب، آنها را باز می‌كنند، صدای آب سرریز شده از شادروان، در بیشتر سال، آدمی را از خواب باز می‌دارد.»

زمانی که این سد هنوز از بین نرفته بود، از آن، به عنوان پل جهت عبور و مرور نیز استفاده می‌شد. «ابودُلَف» تاریخ‌نگار سدهٔ چهارم هجری خورشیدی، جایگاه این سد را روبه‌روی مسجد علی‌بن‌موسی‌الرضا گزارش کرده است.

## ویژگی‌های معماری و عملکرد
احتمال می‌رود که جنس این سد از خاک یا سنگ بوده و به‌ عنوان یک بند برای انحراف آب به کانال تاریخی «شادروان» عمل می‌کرده‌است.
- در آثار شمس‌الدین مقدسی آمده است که:

«…‌میان این دو بخش {اهواز را} پل هندوان… بود. روی این نهر دولاب‌های بسیار است… صدای آب سرریز شده از شادروان در بیشتر سال آدمی را از خواب باز می‌دارد.»

## اهمیت و جایگاه
سد اهواز نه تنها ساختی فنی داشته و مهندسی‌محور بوده است، بلکه بخشی از شبکه گستردهٔ مهندسی ساسانی برای مدیریت منابع آبی بود. این سد، زمینه‌ساز توسعه اقتصادی، کشاورزی و شهری اهواز در دوره‌های مختلف بوده است.

## وضعیت کنونی
برخلاف سازه‌های مرمت‌شده مثل پل هندوان، آثار سد اهواز به‌صورت بقا یا نشانه، باقی‌مانده و نیازمند پژوهش‌های باستان‌شناسی و حفاظت میراث فرهنگی است.